# حمدان الجميري
حمدان علي سلطان احمد الجميري (مواليد 25 مارس 2002) هو لاعب كرة قدم إماراتي ، يجيد اللعب كمدافع، لعب سابقاً لنادي الوصل الإماراتي.